# Inga heterophylla
Inga heterophylla är en ärtväxtart som beskrevs av Carl Ludwig von Willdenow. Inga heterophylla ingår i släktet Inga och familjen ärtväxter. Inga underarter finns listade i Catalogue of Life.